# KStV Palatia Heidelberg
Der KStV Palatia Heidelberg ist die älteste katholische Verbindung in Heidelberg.
Sie wurde am 4. November 1872 gegründet. Palatia vereint Studenten und ehemalige Studenten der Ruprecht-Karls-Universität Heidelberg und anderen Hochschulen des Rhein-Neckar-Dreiecks. Ihre Prinzipien sind religio, scientia und amicitia. Der KStV Palatia Heidelberg ist farbenführend.

## Couleur
Die Palatia hat die Farben "Rot-Gold-Himmelblau" mit goldener Perkussion. Die Farben Gold und Rot stehen für Baden und Blau für das alte Heidelberger Fürstengeschlecht der Wittelsbacher. Diese untersagten auch der Palatia das Königsblau. Aus diesem Grund tragen die Heidelberger Palaten Himmelblau im Banner.
Der Wahlspruch lautet "Fides Turris Nostra" und bedeutet aus dem lateinischen übersetzt "Der Glaube ist unser Turm"
Der Name Palatia wurde gewählt um den Bezug zu Heidelberg zu bekräftigen. Palatia ist das lateinische Wort für die Pfalz (Kurpfalz), deren Hauptstadt lange Zeit Heidelberg war.

## Geschichte der Palatia Heidelberg

Wappen und Devise

### Die Gründung
Der erste Versuch, eine katholische Studentenverbindung in Heidelberg zu gründen, im Jahr 1853, führte nicht zum Erfolg. Neun Jahre später, 1862, gelang es unter Führung des Katholikenführers in Baden, Jakob Lindau, ein Katholisches Kasino zu gründen. Gegen den starken Druck der protestantisch dominierten Stadt Heidelberg konnte im Herbst 1867 ein fester Treffpunkt im Haus Karlstraße 10 gefunden werden. In den folgenden Jahren gab es mehrere Versuche, eine katholische Verbindung aufzubauen, die aber alle scheiterten.
Am 4. November 1872 wurde in der Haspelgasse 10 unter der Leitung von sieben katholischen Studenten die katholische Studentenverbindung Palatia gegründet. In der Folgezeit wurde die Satzung beschlossen. Von dem Heidelberger Arzt Leopold Fischer und dem Reichstagsabgeordneten Jakob Lindau erhielt die junge Gemeinschaft starke finanzielle Unterstützung. Die Universität verhielt sich tolerant. Auch die Stadt Heidelberg und das Großherzogtum Baden schränkten die Verbindung nicht ein.

### Der Verein Alter Herren und der Verein Studentenwohnheim Palatenhaus e. V.
Im Jahr 1902 gründete sich der "Verein Alter Herren des KStV Palatia", im Jahr darauf wurde der Hausbauverein gegründet, um die Idee eines eigenen Hauses als Zentrum des Verbindungslebens zu verwirklichen. Die geplante Grundsteinlegung für das Palatenhaus musste wegen des Ersten Weltkrieges verschoben werden. Erst im Jahr 1921 konnte der Erwerb des Hauses am Schloßberg 17 in Heidelberg verwirklicht werden.

### In den dreißiger Jahren
In den folgenden Jahren wurden die Aktivitäten des Vereins immer mehr durch den Kampf des Nationalsozialismus gegen die katholischen Verbindungen (im Zuge der Gleichschaltung) geprägt. 1933 folgte der Zwangszusammenschluss mit den beiden Kartellvereinen Ripuaria Heidelberg und Eckart Mannheim. Zum Wintersemester 1935/36 musste der Korporationsbetrieb schließlich eingestellt werden; das letzte Stiftungsfest vor dem Krieg wurde Pfingsten 1937 gefeiert. Ohne Aktivitas ließ sich das Palatenhaus nicht halten und wurde deshalb veräußert.

### Wiedergründung nach dem Krieg

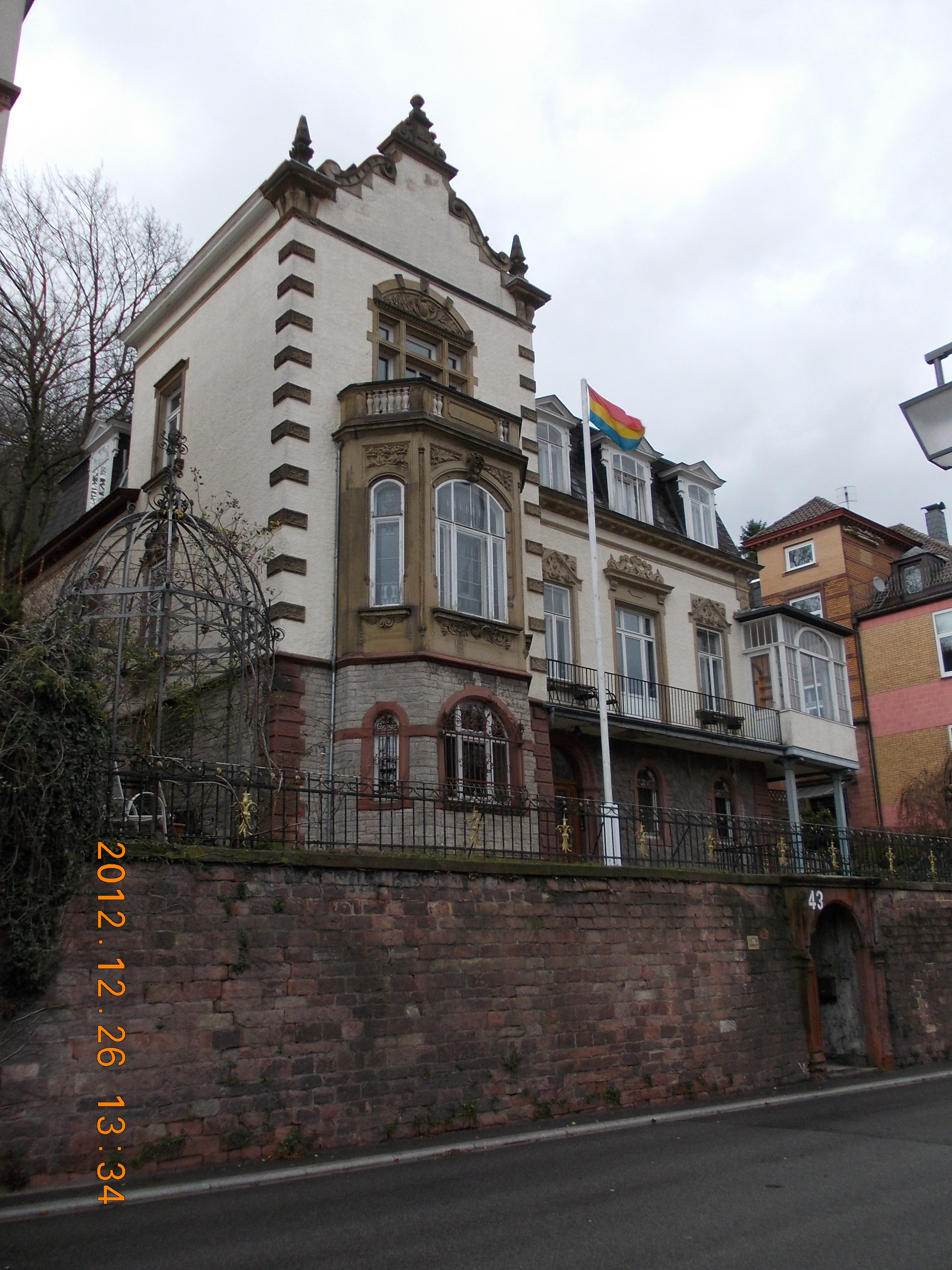
Palatenhaus

Im Januar 1947 fand das erste offizielle Nachkriegstreffen in Köln statt. Das Ziel war eine Neugründung der aktiven Korporation, die nach einigen Schwierigkeiten 1952 gelang. Anfang 1958 wurde dann das jetzige Palatenhaus in der Ziegelhäuser Landstraße 43 erworben, das allerdings erst teilweise bezogen werden konnte. Heute stehen neun Zimmer als studentischer Wohnraum zur Verfügung. Hinzu kommen das Wohnzimmer, der Conventssaal und die Kellerkneipe.

## Verhältnisverträge

### Heidelberger Ring (HR)
Der Heidelberger Ring ist ein Zusammenschluss von KV-Verbindungen zur Pflege freundschaftlicher Beziehungen und couleurstudentischen Brauchtums. Der Heidelberger Ring wurde im Rahmen des Heidelberger Schlosskommerses 2009 gegründet. Ziel des Heidelberger Ringes ist es, einen über das Kartellverhältnis hinausgehenden Zusammenschluss zu erreichen. Dazu sollen die bestehenden Kontakte weiter ausgebaut werden. Dabei ist das Prinzip Freundschaft ein zentrales Element.
Außer Palatia Heidelberg sind Mitglieder:
- KStV Cimbria Münster
- KStV Frankonia-Straßburg zu Frankfurt
- KStV Winfridia Göttingen

### Rhein-Neckar-Kartell
Mit Rhein-Neckar-Kartell wird der Verhältnisvertrag der KV-Verbindungen in Heidelberg und Mannheim bezeichnet. Es wurde aufgrund der geografischen Nähe geschlossen. Man versucht auch damit stärker auf die Verbandspolitik des KV (Kartellverband katholischer deutscher Studentenvereine) Einfluss nehmen zu können.
Mitglieder des Kartells sind
- KStV Palatia Heidelberg
- KStV Ripuaria Heidelberg
- KStV Eckart Mannheim et Ludwigshafen

## Bekannte Mitglieder (Auswahl)
- August Adenauer (1872–1952), Rechtsanwalt, Justizrat und Honorarprofessor in Köln
- Ulrich Tödtmann, Professor an der Universität Mannheim
- Andreas Quirrenbach, Leiter der Landessternwarte Heidelberg-Königstuhl
- Gotthard Wöhrmann, Präsidialrat des 2. Senats des Bundesverfassungsgerichts
- Lutz Frisch, MdL Rheinland-Pfalz
- Werner Schineller, Oberbürgermeister von Speyer
- Busso Peus, Oberbürgermeister von Münster
- Hubert Ney, erster saarländische Ministerpräsident
- Heinrich Schmittmann, erster Präsident des Bundesfinanzhofes
- Heinrich Haslinde, Reichsminister für Ernährung und Landwirtschaft
- Karl Hertel, Richter am Reichsgericht und Bundesgerichtshof
- Jakob Lindau, Reichstagsabgeordneter und Katholikenführer Badens

### Zeitschrift
- KV-Verbandsorgan: Akademische Monatsblätter ISSN 0002-3000

### Monographien
- Gerhart Berger, Detlev Aurand: "... weiland Bursch zu Heidelberg ..." Eine Festschrift der Heidelberger Korporationen zur 600-Jahr-Feier der Ruperto Carola, Heidelberger VA, Heidelberg 1986, ISBN 3-920431-63-4.
- Burkhard Freudiger: Fuxenfibel des KStV Palatia, Heidelberg, 2004, 2. Auflage.